# 社区 (塞浦路斯)
社区是塞浦路斯的第二级行政区划之一（另一种为市镇）。现今塞浦路斯共有576个据1999年社区法而运作的社区。
自1974年土耳其入侵后，172个社区的全部或部分领土被土耳其占领，因此这些社区不再行使其社区权力及承担责任，但它们保留其法律地位，并位于塞浦路斯共和国控制的地区。

## 各区的社区
每一个社区在行政上隶属于塞浦路斯的六个区之一。下表为各区的社区数量，括号内的数目为被占领土内的社区数量。
| 区份         | 社区数量  |
| ------------ | --------- |
| 法马古斯塔区 | 90 (85)   |
| 凯里尼亚区   | 44 (44)   |
| 拉纳卡区     | 53 (4)    |
| 利马索尔区   | 106 (0)   |
| 尼科西亚区   | 162 (39)  |
| 帕福斯区     | 121 (0)   |
| 共计         | 576 (172) |